# 精管結紮後疼痛症候群
精管結紮後疼痛症候群（せいかんけっさつごとうつうしょうこうぐん、Post-vasectomy pain syndrome, PVPS）とは、精管結紮術（バセクトミー）の直後または数年経過後に発生することのある、慢性の、ときに消耗性の、性器に疼痛を生じる病態。 これは症候群なので、唯一の治療法は存在せず、個別患者の疼痛に対処し疼痛を軽減することが治療の中心となる。精巣上体の疼痛が主要症状である場合、 しばしば「充血性精巣上体炎」（congestive epididymitis）と呼ばれる。

## 発症率
精管結紮術の4年後の患者172名を対象として電話・郵便による調査を行ったところ、回答者のうち15%が精巣に慢性の厄介な不快感を経験したほか、回答者のうち33%が精巣に何らかの慢性の不快感を経験したことが明らかになった。
2017年に行われたレビュー研究は、米国において精管結紮術を受けた患者の1～2%が、術後に3か月以上の慢性の精巣の疼痛を経験することを明らかにした。
2020年3月に公表された調査においては559本の査読付き論文を調査し、25個の異なるデータセットについてメタアナリシスを実施した結果、PVPSの発症率は5%（95%信頼区間: 3%～8%）であり、メスを使用する術式とメスを使用しない術式（NSV法、ノースカルペル法）の間ではほぼ同じであることが明らかになった。

## 症状
- 性器の持続的な疼痛
- 運動時に生じる鼠蹊部の疼痛
- 勃起を得る時および/または性交時の疼痛
- 射精時の疼痛
- 勃起機能の喪失

上記の疼痛・症状は精管結紮術後長期にわたって継続することがあり、精管結紮術を受けた男性の3人に一人に影響することがある。PVPSの疼痛は軽度・いらいらさせる程度から、消耗性の程度に至るまで発生する（後者は少数の患者にみられる）。疼痛の程度はこれらの間に分布している。この疼痛は、精巣の背圧、精巣上体が満杯になること、慢性の炎症、線維化、精子肉芽腫症、神経絞扼のうち一つまたは複数によって生じると考えられている。疼痛は常時生じることもあれば、性交時・射精時・運動時に生じることもある。